# Keltské jazyky

Místa v Evropě, kde dnes najdeme keltské národy.

Keltské jazyky, které se vyvinuly z protokeltštiny, představují starobylou větev indoevropské jazykové rodiny. V 1. tisíciletí př. n. l., zejména pak v halštatském a laténském období, jimi mluvilo obyvatelstvo velké části západní, střední i jihovýchodní Evropy a Malé Asie. V souvislosti nejprve s římskou kolonizací, později s germánskými nájezdy a stěhováním národů se však postupně prostor a význam keltské kultury zmenšoval, až byli poslední Keltové vytlačeni na západní okraj Evropy.
Dnes se keltskými jazyky mluví především v Irsku, částech Velké Británie – Walesu, Skotsku a Cornwallu – a na Bretaňském poloostrově. Navzdory snahám o jejich obrození jsou stále jazyky menšinovými, vystavenými tlaku angličtiny a francouzštiny.

## Dělení
V klasifikaci keltských jazyků existují dvě schémata. Tradiční model, reprezentovaný H. Pedersenem nebo K. H. Schmidtem, je s ohledem na hláskový vývoj dělí na tzv. q-keltské a p-keltské. Naproti tomu druhý model, jehož zastánci jsou např. P. Schrijver nebo C. Watkins, je dělí na pevninské/kontinentální a ostrovní.
ostrovní/kontinentální
- - kontinentální
    - galské
      - lepontština
      - noričtina
      - galacijština

    - keltiberské

  - ostrovní
    - goidelské
      - prairština
      - staroirština
      - středoirština
        - irština
        - skotská gaelština
        - manština

    - brythonské/britanské
      - piktština

Oblast současného rozšíření keltských jazyků

      - starobrythonština/starobritanština
        - kumbrijština
        - starovelština
          - středovelština
            - velština

        - jihozápadní brythonština/britanština
          - bretonština
          - kornština

p-keltské/q-keltské
- - p-keltské
    - galské
      - lepontština
      - noričtina
      - galacijština

    - brythonské/britanské
      - kumbrijština
      - piktština
      - starovelština
      - středovelština
        - velština

      - jihozápadní brythonština/britanština
        - bretonština
        - kornština

  - q-keltské
    - keltiberské
    - goidelské
      - prairština
      - staroirština
      - středoirština
        - irština
        - skotská gaelština
        - manština

## Historie
Na počátku letopočtu byli Keltiberové i Galové postupně romanizováni a asimilováni. V 6.–8. století se starobritanština rozpadla na jednotlivé britanské jazyky. Ve 12.–13. století potkal podobný osud goidelštinu. Keltské jazyky postupně upadaly, ubývalo rodilých mluvčích – koncem 18. století zanikla kornština, ve 20. letech 20. století manština. Během 20. století se však čím dál více začaly projevovat snahy o obrození keltské kultury a jazyka, a tak se kodifikuje gramatika, pravopis a slovní zásoba, vznikají nové literární i jiné texty, některé z keltských jazyků (zejména irština, skotská gaelština, velština a bretonština) se dokonce objevují v médiích nebo vyučují na školách.

## Charakteristika
Složité hláskosloví a složitá pravidla výslovnosti, způsobená archaickým pravopisem. Původně flexivní charakter se uchoval jen v některých jazycích, zůstalo zejména složité časování sloves. Slovosled je typu VSO, tj. přísudek – podmět – předmět.

## Písmo
Všechny keltské jazyky už od 5. století používají latinku, ještě před přechodem k latince vyvinuli Keltové na Britských ostrovech pod vlivem latinky vlastní písmo ogam.